# العملاق الودود الضخم (فلم 1989)
العملاق الودود الضخم هو فيلم رسوم متحركة أُنتِج في المملكة المتحدة، وعُرِض لأوّل مرة في عيد الميلاد في 25 ديسمبر 1989، على القناة الثالثة في بريطانيا. الفيلم هو من إخراج براين كوسغروف، ويستند إلى رواية حملت ذات العنوان من تأليف الروائي البريطاني روالد دال، وكان قد صدرت في عام 1982.

## روابط خارجية
- مقالات تستعمل روابط فنية بلا صلة مع ويكي بيانات